# سیارک ۱۰۰۰۷
سیارک ۱۰۰۰۷ (به انگلیسی: 10007 Malytheatre، نامگذاری:1976YF3) ده هزار و هفتمین سیارک کشف شده‌است که در ۱۶ دسامبر ۱۹۷۶ کشف شد.
قدر مطلق سیارک برابر ۶۴٫۵ است.